# Festivalul Olimpic de iarnă al Tineretului European 2013
Festivalul Olimpic de iarnă al Tineretului European 2013 (prescurtat FOTE) a fost a unsprezecea ediție de iarnă a evenimentului multi-sportiv organizat de Comitetele Olimpice Europene (COE). Aceasta s-a desfășurat în perioada 17-22 februarie 2013, în stațiunile montane din împrejurimile orașului Brașov, România. Acesta a fost primul eveniment internațional olimpic desfășurat în România.

## Organizare
Pe data de 24 noiembrie 2011, Comitetul Olimpic European a hotărât în cadrul Adunării Generale ce a avut loc la Soci, ca Festivalul Olimpic de iarnă al Tineretului European din 2013 să aibă loc la Brașov, ca urmare a dezvoltării infrastructurii din stațiunile de pe Valea Prahovei. Ministerul Dezvoltării Regionale și Turismului a investit aproximativ 400 de milioane de lei pentru dezvoltarea infrastructurii turistice și sportive necesare organizării FOTE 2013.

### Ceremonia de deschidere
Ceremonia de deschidere a Festivalului Olimpic de iarnă al Tineretului European din 2013 a avut loc pe data de 17 februarie 2013, de la ora 19:30. Aceasta a fost transmisă în direct de Televiziunea Română. Locul de desfășurare al ceremoniei a fost arena Liceului Sportiv din Brașov. Au avut loc jurămintele sportivilor, arbitrilor și antrenorilor, iar spre sfârșit, au concertat trupa „Sensor” și Inna. Ceremonia de deschidere s-a terminat la ora 21:00.

### Locuri de desfășurare

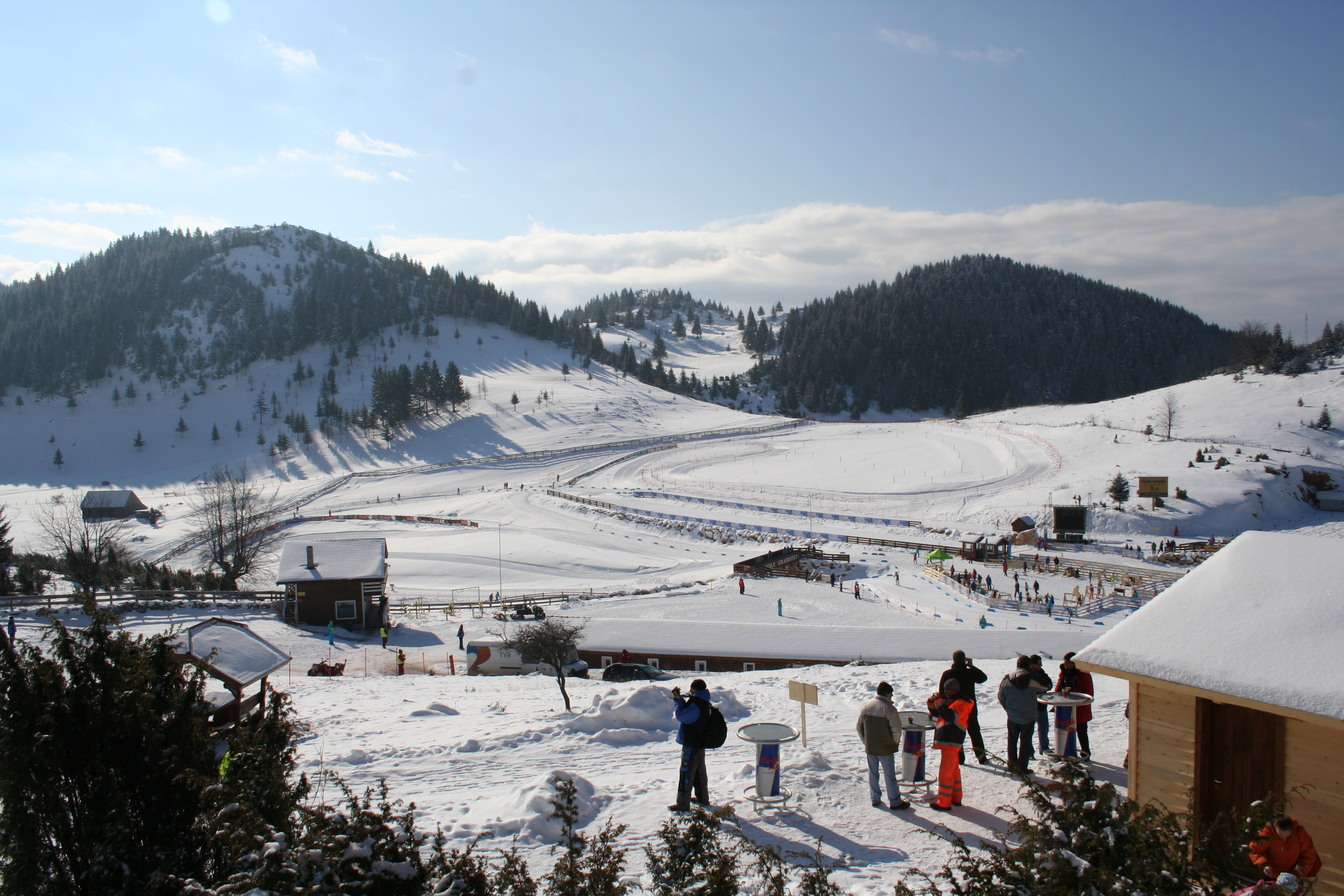
Pârtia de biatlon la Cheile Grădiștei

Martin, mascota FOTE 2013

| Sport                          | Stațiune      | Loc                       |
| ------------------------------ | ------------- | ------------------------- |
| Schi alpin                     | Poiana Brașov | Sub teleferic             |
| Schi fond                      | Predeal       | Valea Râșnoavei           |
| Sărituri cu schiurile          | Râșnov        | Valea Cărbunării          |
| Patinaj viteză pe pistă scurtă | Poiana Brașov | Patinoarul Poiana Brașov  |
| Hochei pe gheață               | Brașov        | Patinoarul Olimpic Brașov |
| Patinaj artistic               | Poiana Brașov | Patinoarul Poiana Brașov  |
| Biatlon                        | Fundata       | Cheile Grădiștei          |
| Snowboard                      | Predeal       | Clăbucet - sosire         |

### Logoul și mascota
Logoul festivalului reprezintă un fulg de zăpadă sub forma unei stea, care cuprinde toate cele cinci culori olimpice (roșu, albastru, galben, verde, negru) și reprezintă calitățile atleților.
Mascota acestei ediții a Festivalului Olimpic de iarnă al Tineretului European este Martin, un urs carpatin, care reprezintă România. Acesta este îmbrăcat în haine de culoare roșie, galbenă și albastră, reprezentând steagul României.

### Medaliile
Aspectul medaliilor de la Festivalul Olimpic de iarnă al Tineretului European a fost hotărât pe data de 6 februarie 2013, de către Comitetul de Organizare al FOTE. Medaliile vor fi vopsite în trei culori: auriu, argintiu și bronz, și vor prinse cu un șnur multicolor cu culorile cercurilor olimpice (roșu, verde, albastru, galben, verde).

### Torța olimpică
Flacăra olimpică pentru Festivalul Olimpic de iarnă al Tineretului European a fost aprinsă la Atena pe stadionul „Panathenaic” unde a fost preluată de primarul orașului Brașov, George Scripcaru. Torța a fost transportată la sediul Comitetului Olimpic și Sportiv Român unde va sta timp de o săptămână, iar apoi va fi transportată din nou la Brașov.

## Probele sportive
| Probă sportivă        | Masculin | Feminin | Mixt | Total |
| --------------------- | -------- | ------- | ---- | ----- |
| Biatlon               | 2        | 2       | 1    | 5     |
| Hochei pe gheață      | 1        |         |      | 1     |
| Patinaj artistic      | 1        | 1       |      | 2     |
| Sărituri cu schiurile | 2        | 2       | 1    | 5     |
| Schi alpin            | 2        | 2       | 1    | 5     |
| Schi fond             | 3        | 3       | 1    | 7     |
| Short track           | 3        | 3       | 2    | 8     |
| Snowboard             | 2        | 2       |      | 4     |

## Calendar
Calendarul final al FOTE 2013 de la Brașov a fost finalizat în luna iunie a anului 2012.
| ● | Ceremonia de deschidere | ● | Probă competițională | 1 | Finală | ● | Ceremonia de închidere |

| Februarie 2013        | Du 17 | Lu 18 | Ma 19 | Mi 20 | Jo 21 | Vi 22 | Probe |
| --------------------- | ----- | ----- | ----- | ----- | ----- | ----- | ----- |
| Ceremonii             | ●     |       |       |       |       | ●     |       |
| Biatlon               |       |       | 2     |       | 2     | 1     | 5     |
| Hochei pe gheață      |       | ●     | ●     | ●     | ●     | 1     | 1     |
| Patinaj artistic      |       |       |       | ●     | 1     | 1     | 2     |
| Sărituri cu schiurile |       | 1     | 1     | 1     | 1     | 1     | 5     |
| Schi alpin            |       | 1     | 1     | 1     | 1     | 1     | 5     |
| Schi fond             |       | 2     | 2     |       | 2     | 1     | 7     |
| Short track           | 2     | 2     | 3     |       |       |       | 7     |
| Snowboard             |       |       | 2     |       | 2     |       | 4     |
| Total probe           | 2     | 6     | 11    | 2     | 9     | 6     | 36    |

## Rezultate

### Biatlon
Probele sportive de biatlon s-au desfășurat în perioada 16-22 februarie 2013 în stațiunea Cheile Grădiștei din Fundata.
| Probă sportivă              | Aur                                                                           | Timp      | Argint                                                                 | Timp      | Bronz                                                                 | Timp    |
| 12,5 km individual masculin | Dominic Reiter                                                                | 36:08     | Anthony Benoit                                                         | 38:00,8   | Viktor Plitcev                                                        | 38:27,9 |
| 7,5 km sprint masculin      | Emilien Jacquelin                                                             | 21:11,3   | Lars-Erik Weick                                                        | 21:15,8   | Viktar Kryuko                                                         | 21:17,7 |
| 10 km individual feminin    | Marion Deigentesch                                                            | 31:32,1   | Gabriele Lescinskaite                                                  | 32:57,6   | Tuuli Tomingas                                                        | 33:09,5 |
| 6 km sprint feminin         | Kinga Mitoraj                                                                 | 19:11,7   | Dorottya Buzaș                                                         | 19:34,1   | Anastasiya Merkushyna                                                 | 19:37,3 |
| Ștafetă mixtă               | Ucraina Anastasiya Merkushyna Anastasiya Nychyporenko Anton Myhda Maksym Ivko | 1:26:15,1 | Germania Marion Deigentesch Anna Weidel Dominic Reiter Lars-Erik Weick | 1:26:16,6 | Austria Simone Kupfner Julia Schwaiger Patrick Wallinger Fabian Ulmer | 1:26:37 |

#### Clasament medalii

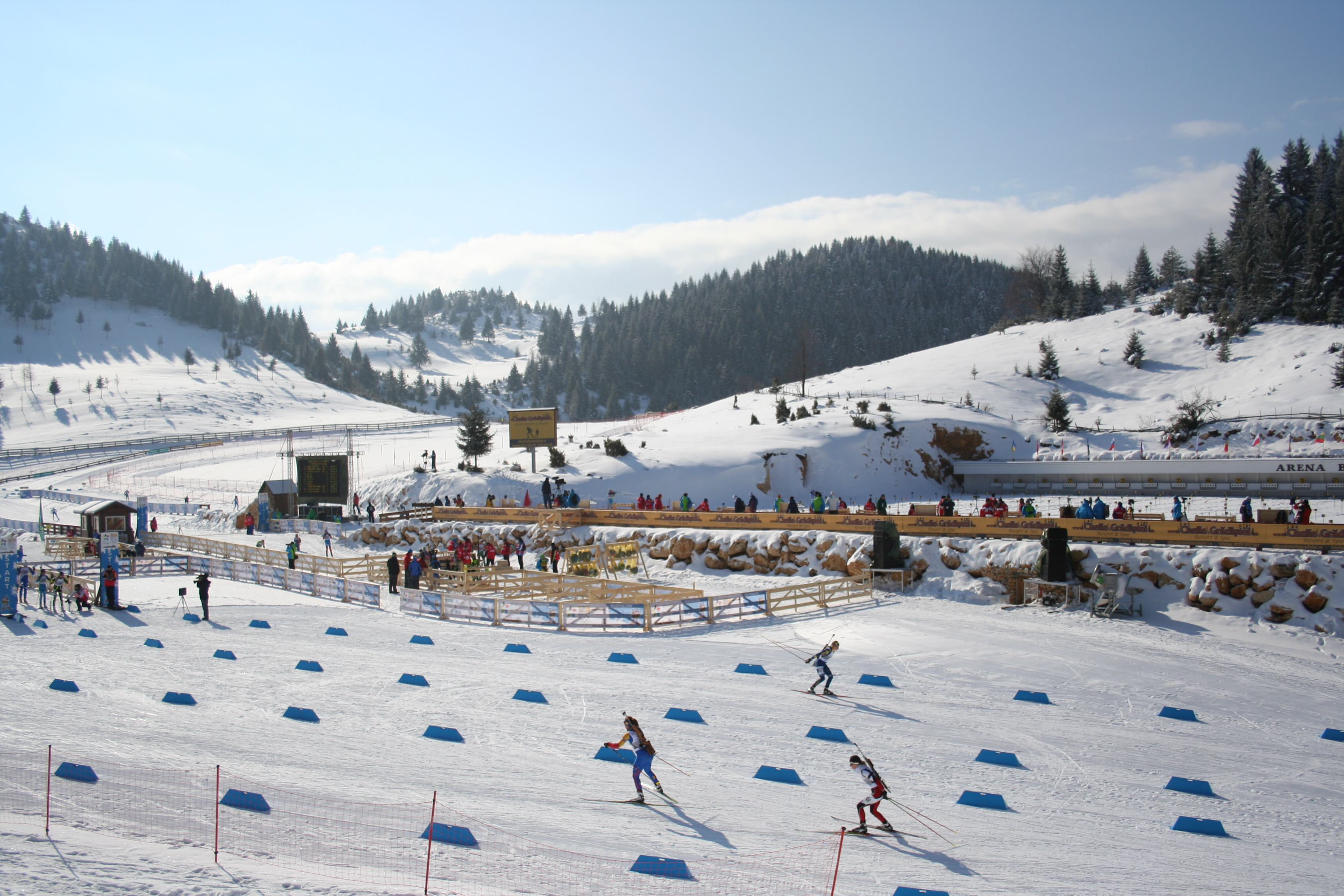
Pârtia de biatlon

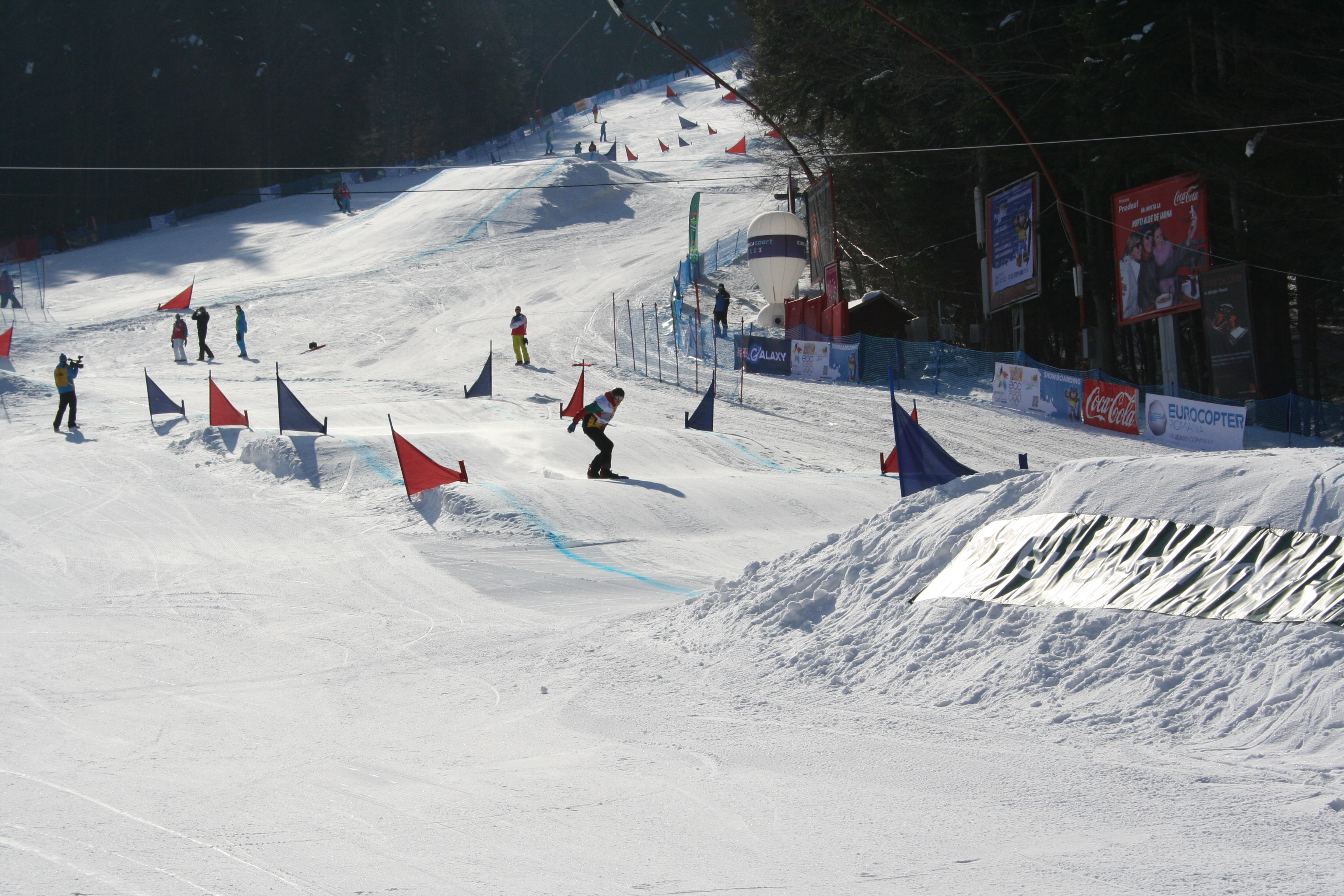
Pârtia de snowboard

| Loc | Țară     | Aur | Argint | Bronz | Total |
| 1   | Germania | 2   | 2      | 0     | 4     |
| 2   | Franța   | 1   | 1      | 0     | 2     |
| 3   | Ucraina  | 1   | 0      | 1     | 2     |
| 4   | Polonia  | 1   | 0      | 0     | 1     |
| 5   | Lituania | 0   | 1      | 0     | 1     |
| 5   | România  | 1   | 2      | 0     | 3     |
| 6   | Estonia  | 0   | 0      | 1     | 1     |
| 6   | Rusia    | 0   | 0      | 1     | 1     |
| 6   | Belarus  | 0   | 0      | 1     | 1     |
| 6   | Austria  | 0   | 0      | 1     | 1     |

### Hochei pe gheață
Probele sportive de hochei pe gheață s-au desfășurat în perioada 18-22 februarie 2013 la Patinoarul Olimpic din Brașov.

#### Preliminarii

##### Grupa A
| Țară    | MJ | V | VLS | ÎLS | Î | G   | Puncte |
| ------- | -- | - | --- | --- | - | --- | ------ |
| Rusia   | 2  | 2 | 0   | 0   | 0 | 9-3 | 6      |
| Elveția | 2  | 1 | 0   | 0   | 1 | 6-7 | 3      |
| Letonia | 2  | 0 | 0   | 0   | 2 | 3-8 | 0      |

| Rusia | 6 - 1 | Elveția |
| ----- | ----- | ------- |
|       |       |         |

| Elveția | 5 - 1 | Letonia |
| ------- | ----- | ------- |
|         |       |         |

| Letonia | 2 - 3 | Rusia |
| ------- | ----- | ----- |
|         |       |       |

##### Grupa B
| Țară     | MJ | V | VLS | ÎLS | Î | G     | Puncte |
| -------- | -- | - | --- | --- | - | ----- | ------ |
| Finlanda | 2  | 2 | 0   | 0   | 0 | 22-4  | 6      |
| Cehia    | 2  | 1 | 0   | 0   | 1 | 11-11 | 3      |
| România  | 2  | 0 | 0   | 0   | 2 | 1-19  | 0      |

| Finlanda | 10 - 4 | Cehia |
| -------- | ------ | ----- |
|          |        |       |

| România | 0 - 12 | Finlanda |
| ------- | ------ | -------- |
|         |        |          |

| Cehia | 7 - 1 | România |
| ----- | ----- | ------- |
|       |       |         |

#### Meciul pentru locul 5
| Letonia | 11 - 1 | România |
| ------- | ------ | ------- |
|         |        |         |

#### Finala mică
| Elveția | 2 - 1 | Cehia |
| ------- | ----- | ----- |
|         |       |       |

#### Finala
| Rusia | 2 - 4 | Finlanda |
| ----- | ----- | -------- |
|       |       |          |

### Clasament final
| Loc | Țară     | MJ | V | VLS | ÎLS | Î | G     | Puncte |
| --- | -------- | -- | - | --- | --- | - | ----- | ------ |
| 1   | Finlanda | 3  | 3 | 0   | 0   | 0 | 26-6  | 9      |
| 2   | Rusia    | 3  | 2 | 0   | 0   | 1 | 11-7  | 6      |
| 3   | Elveția  | 3  | 2 | 0   | 0   | 1 | 8-8   | 5      |
| 4   | Cehia    | 3  | 1 | 0   | 0   | 2 | 12-19 | 3      |
| 5   | Letonia  | 3  | 1 | 0   | 0   | 2 | 14-9  | 2      |
| 6   | România  | 3  | 0 | 0   | 0   | 3 | 2-30  | 0      |

### Patinaj artistic
Probele sportive de patinaj artistic s-au desfășurat în perioada 20-22 februarie 2013 la Patinoarul din Poiana Brașov.
| Probă sportivă       | Aur               | Punctaj | Argint          | Punctaj | Bronz                  | Punctaj |
| Program scurt băieți | Adyan Pitkeev     | 58,61   | Yaroslav Paniot | 57,1    | Graham Newberry        | 48,9    |
| Program scurt fete   | Maria Stavitskaya | 54,13   | Anais Ventard   | 46,86   | Maria Katharina Herceg | 44,28   |
| Program liber băieți | Adyan Pitkeev     | 177,1   | Yaroslav Paniot | 156,02  | Adrien Tesson          | 154,12  |
| Program liber fete   | Maria Stavitskaya | 149,14  | Anais Ventard   | 138,73  | Maria Katharina Herceg | 120,97  |

#### Clasament medalii
| Loc | Țară         | Aur | Argint | Bronz | Total |
| 1   | Rusia        | 4   | 0      | 0     | 4     |
| 2   | Franța       | 0   | 2      | 1     | 2     |
| 3   | Ucraina      | 0   | 2      | 0     | 2     |
| 4   | Germania     | 0   | 0      | 2     | 2     |
| 5   | Regatul Unit | 0   | 0      | 1     | 1     |

### Sărituri cu schiurile
Probele sportive de sărituri cu schiurile s-au desfășurat în perioada 18-22 februarie 2013 la Valea Cărbunării din Râșnov.
| Probă sportivă             | Aur                                                                             | Puncte | Argint                                                                | Puncte | Bronz                                                                        | Puncte |
| Individual HS 100 masculin | Cene Prevc                                                                      | 261    | Anže Lanišek                                                          | 256    | Thomas Hofer                                                                 | 246,5  |
| Echipe HS 100 masculin     | Slovenia Anže Lanišek Cene Prevc Florjan Jelovcan Nejc Seretinek                | 987,5  | Germania Julian Hahn Paul Winter Sebastian Bradatsch Thomas Dufter    | 952    | Austria Mario Mendel Maximilian Steiner Simon Greiderer Thomas Hofer         | 935    |
| Individual HS 72 feminin   | Anna Rupprecht                                                                  | 225    | Sonja Schoitsch                                                       | 224,9  | Lena Selbach                                                                 | 223,3  |
| Echipe HS 72 feminin       | Cehia Karolina Indrackova Michaela Rajnochova Natalie Dejmkova Barbora Blazkova | 812,9  | Germania Celina Dollberg Carina Wursthorn Lena Selbach Anna Rupprecht | 801,6  | Rusia Alina Bobrakova Aysylu Fakhertdinova Alena Sutiagina Kristina Zakirova | 658,7  |
| Echipe mixte HS 72         | Germania Lena Selbach Anna Rupprecht Thomas Dufter Sebastian Bradatsch          | 888,5  | Slovenia Anja Javorsek Julija Srsen Anže Lanišek Cene Prevc           | 860,7  | Austria Elisabeth Raudaschl Sonja Schoitsch Maximilian Steiner Thomas Hofer  | 812,7  |

#### Clasament medalii
| Loc | Țară     | Aur | Argint | Bronz | Total |
| 1   | Germania | 2   | 2      | 1     | 5     |
| 2   | Slovenia | 2   | 2      | 0     | 4     |
| 3   | Cehia    | 1   | 0      | 0     | 1     |
| 4   | Austria  | 0   | 1      | 3     | 4     |
| 5   | Rusia    | 0   | 0      | 1     | 1     |

### Schi alpin
Probele sportive de schi alpin s-au desfășurat în perioada 18-22 februarie 2013 la Subtelefericul din Poiana Brașov.
| Probă sportivă                | Aur | Timp    | Argint | Timp    | Bronz                                                                                         | Timp    |
| Slalom uriaș masculin         | Manuel Annewanter                                                                                                  | 1:45,9  | Mathias Elmar Graf                                                                                         | 1:46,41 | Elie Gateau                                                                                   | 1:46,51 |
| Slalom masculin               | Stefan Hadalin | 1:31,69 | Aljaz Dvornik                                                                                              | 1:32,23 | Elie Gateau                                                                                   | 1:32,8  |
| Slalom uriaș feminin          | Verena Gasslitter                                                                                                  | 1:43,77 | Roberta Melesi                                                                                             | 1:43,85 | Christina Ager                                                                                | 1:44,44 |
| Slalom feminin                | Nora Grieg Christensen                                                                                             | 1:33,78 | Christina Ager                                                                                             | 1:33,97 | Sasa Brezovnik                                                                                | 1:34,32 |
| Slalom, echipe paralele mixte | Austria Christina Ager Elisabeth Reisinger Theresa Steinlechner Manuel Annewanter Mathias Elmar Graf Marco Schwarz | N/A     | Italia Nicole Delago Veronica Olivieri Verena Gasslitter Hannes Zingerle Tomasso Sala Frederico Liberatore | N/A     | Elveția Vanessa Kasper Julie Dayer Elena Stoffel Sandro Simonet Nils Hintermann Janic Hoffman | N/A     |

#### Clasament medalii
| Loc | Țară     | Aur | Argint | Bronz | Total |
| 1   | Austria  | 2   | 2      | 1     | 5     |
| 2   | Italia   | 2   | 1      | 0     | 3     |
| 3   | Slovenia | 1   | 1      | 1     | 3     |
| 4   | Norvegia | 1   | 0      | 0     | 1     |
| 5   | Franța   | 0   | 0      | 2     | 2     |
| 6   | Elveția  | 0   | 0      | 1     | 1     |

### Schi fond
Probele sportive de schi fond s-au desfășurat în perioada 18-21 februarie 2013 la Valea Râșnoavei din Predeal.
| Probă sportivă                   | Aur                                                                          | Timp    | Argint                                                                | Timp    | Bronz                                                                                | Timp    |
| Tehnică liberă masculin, 10 km   | Alexey Chervotkin                                                            | 24:25   | Evgeniy Vakhrushev                                                    | 24:58,6 | Ole Joergen Bruvoll                                                                  | 25:06,6 |
| Sprint tehnică liberă masculin   | Aksel Rosenvinge                                                             | N/A     | Eirik Sverdup Augdal                                                  | N/A     | Lauri Vuorinen                                                                       | N/A     |
| Tehnică clasică masculin, 7,5 km | Alexey Chervotkin                                                            | 18:49,4 | Ole Joergen Bruvoll                                                   | 18:58,9 | Marius Cebulla                                                                       | 19:11,2 |
| Tehnică liberă feminin, 7,5 km   | Victoria Carl                                                                | 20:15,3 | Anastasia Sedova                                                      | 20:51,7 | Anamarija Lampic                                                                     | 21:05,5 |
| Sprint tehnică liberă feminin    | Victoria Carl                                                                | N/A     | Natalia Nepryaeva                                                     | N/A     | Anamarija Lampic                                                                     | N/A     |
| Tehnică clasică feminin, 5 km    | Anastasia Sedova                                                             | 13:54   | Victoria Carl                                                         | 13:56,1 | Natalia Nepryaeva                                                                    | 13:57,7 |
| Ștafetă mixtă                    | Rusia Alexander Bakanov Natalia Nepryaeva Alexey Chervotkin Anastasia Sedova | 56:09,7 | Germania Adrian Schuler Katharina Hennig Marius Cebulla Victoria Carl | 57:36,9 | Norvegia Eirik Sverdrup Augdal Lotta Udnes Weng Ole Joergen Bruvoll Tiril Udnes Weng | 58:35,9 |

#### Clasament medalii
| Loc | Țară     | Aur | Argint | Bronz | Total |
| 1   | Rusia    | 4   | 3      | 1     | 8     |
| 2   | Germania | 2   | 2      | 1     | 5     |
| 3   | Norvegia | 1   | 2      | 2     | 5     |
| 4   | Slovenia | 0   | 0      | 2     | 2     |
| 5   | Finlanda | 0   | 0      | 1     | 1     |

### Short track
Probele sportive de short track s-au desfășurat în perioada 17-19 februarie 2013 la Patinoarul din Poiana Brașov.
| Probă sportivă       | Aur                                                                     | Timp     | Argint                                                                     | Timp     | Bronz                                                                          | Timp     |
| 500 m masculin       | Denis Ayrapetyan                                                        | 0:43,803 | Emil Imre                                                                  | 0:44,133 | Leonardo Palla                                                                 | 0:44,333 |
| 1000 m masculin      | Emil Imre                                                               | 1:33,745 | Tristan Navarro                                                            | 1:33,748 | Denis Ayrapetyan                                                               | 1:39,915 |
| 1500 m masculin      | Tristan Navarro                                                         | 2:20,691 | Daniil Zasosov                                                             | 2:21,371 | Yoann Martinez                                                                 | 2:22,518 |
| 500 m feminin        | Sofia Prosvirnova                                                       | 0:45,964 | Kathryn Thomson                                                            | 0:46,087 | Nicole Botter Gomez                                                            | 0:46,569 |
| 1000 m feminin       | Sofia Prosvirnova                                                       | 1:39,453 | Anna Kalinina                                                              | 1:39,455 | Aurélie Monvoisin                                                              | 1:39,593 |
| 1500 m feminin       | Sofia Prosvirnova                                                       | 2:28,319 | Anna Kalinina                                                              | 2:28,444 | Oliwia Gawlica                                                                 | 2:30,450 |
| Ștafetă mixtă 3000 m | Franța Margaux Maurice Aurélie Monvoisin Yoann Martinez Tristan Navarro | 4:25,973 | Italia Nicole Botter Gomez Gloria Malfatti Damiano Giuliani Leonardo Palla | 4:26,566 | Polonia Oliwia Gawlica Magdalena Warakomska Grzegorz Gawryluk Krystian Korecki | 4:26,699 |

#### Clasament medalii
| Loc | Țară         | Aur | Argint | Bronz | Total |
| 1   | Rusia        | 4   | 3      | 1     | 8     |
| 2   | Franța       | 2   | 1      | 1     | 4     |
| 3   | România      | 1   | 1      | 0     | 2     |
| 4   | Italia       | 0   | 1      | 2     | 2     |
| 5   | Regatul Unit | 0   | 1      | 0     | 1     |
| 5   | Polonia      | 0   | 0      | 2     | 2     |

### Snowboard
Probele sportive de snowboard s-au desfășurat în perioada 19-21 februarie 2013 la sosirea Clăbucet din Predeal.
| Probă sportivă           | Aur                  | Puncte | Argint              | Puncte | Bronz              | Puncte |
| Snowboard cross masculin | Jerome Lymann        | 130    | Luca Haemmerle      | 104    | Sandro Perrenoud   | 78     |
| Snowboard cross feminin  | Juliette Lefevre     | 150    | Francesca Gallina   | 120    | Katharina Neussner | 90     |
| Paralel uriaș masculin   | Vladislav Shkurikhin | 50     | Oskar Kwiatkowski   | 40     | Jure Retuznik      | 30     |
| Paralel uriaș feminin    | Elisa Profanter      | 120    | Carolin Langerhorst | 96     | Michelle Dekker    | 72     |

#### Clasament medalii
| Loc | Țară          | Aur | Argint | Bronz | Total |
| 1   | Italia        | 1   | 1      | 0     | 2     |
| 2   | Elveția       | 1   | 0      | 1     | 2     |
| 3   | Franța        | 1   | 0      | 0     | 1     |
| 4   | Austria       | 0   | 1      | 1     | 2     |
| 5   | Polonia       | 0   | 1      | 0     | 1     |
| 5   | Germania      | 0   | 1      | 0     | 1     |
| 6   | Țările de Jos | 0   | 0      | 1     | 1     |
| 6   | Slovenia      | 0   | 0      | 1     | 1     |

## Clasament medalii
Legendă
  *   Țara gazdă
| Loc | Țară          | Aur | Argint | Bronz | Total |
| 1   | Rusia         | 11  | 7      | 4     | 22    |
| 2   | Germania      | 6   | 7      | 3     | 16    |
| 3   | Franța        | 4   | 3      | 5     | 12    |
| 4   | Slovenia      | 3   | 3      | 4     | 10    |
| 5   | Austria       | 2   | 4      | 6     | 12    |
| 6   | Italia        | 2   | 4      | 2     | 8     |
| 7   | Norvegia      | 2   | 2      | 2     | 6     |
| 8   | România       | 1   | 2      | 0     | 3     |
| 9   | Polonia       | 1   | 1      | 2     | 4     |
| 10  | Ucraina       | 1   | 1      | 1     | 3     |
| 11  | Elveția       | 1   | 0      | 3     | 4     |
| 12  | Finlanda      | 1   | 0      | 1     | 2     |
| 13  | Cehia         | 1   | 0      | 0     | 1     |
| 14  | Regatul Unit  | 0   | 1      | 0     | 1     |
| 14  | Lituania      | 0   | 1      | 0     | 1     |
| 16  | Belarus       | 0   | 0      | 1     | 1     |
| 16  | Estonia       | 0   | 0      | 1     | 1     |
| 16  | Țările de Jos | 0   | 0      | 1     | 1     |